# Mikoyan PAK DP
Le Mikoyan PAK DP (russe : ПАК ДП) est un programme russe visant à développer un avion intercepteur furtif / chasseur lourd en cours de développement par Mikoyan pour remplacer le Mikoyan MiG-31 Foxhound dans l'armée de l'air russe d'ici le milieu des années 2030. Ce projet d'avion de chasse de sixième génération est souvent référencé officieusement sous le nom de Mikoyan MiG 41 bien que sa désignation officielle ne devrait être révélée qu'à l'approche de son entrée en service.

## Développement

### Constat
L'idée d'un projet d'intercepteur à long rayon d'action prend naissance en avril 2013 lorsque Viktor Bondarev, commandant en chef de la force aérienne russe, rappelle aux députés russes que près de 30 % du territoire russe (la Sibérie principalement) allait se trouver sans couverture aérienne suffisante et que le MiG-31 allait devenir obsolète.

### Contrat de développement
Courant 2014, les premières recherches auraient été lancées. Les ingénieurs de Sukhoï étant déjà surchargés, le développement du projet est confié à l'entreprise Mikoyan et un contrat de développement est signé avec la Holding OAK (UAC Russia) le 25 décembre 2018. Le projet prévoit que ces avions,,, seront conçus dans le but de remplacer le MiG-31,,. Du fait de son code de projet izd.41, il est souvent appelé officieusement par les médias sous le nom de MiG-41. Initialement, les projets MiG-701 (Izdeliye 7.01), Mikoyan MiG-301 et Mikoyan MiG-321 datant du début des années 1990 auraient été utilisés pour démarrer le projet de l'intercepteur supersonique PAK DP (russe : Перспективный авиационный комплекс дальнего перехвата qui peut se traduire en « Complexe aérien prospectif pour l'interception à longue distance ») souvent appelé MiG-41 dans la presse[réf. souhaitée].
L'analyste russe de la défense Vasily Kashin considérait le projet du MiG-41 comme un projet de 5++ ou 6e génération. Le PDG de Mikoyan, Ilya Tarasenko a présenté l'avion comme étant un projet de 6e génération.
La conception du PAK DP a été finalisée fin 2019. Dans le même temps les travaux de recherche étaient achevés. En 2020, le ministère russe de la Défense a sélectionné le projet le plus prometteur. Les travaux dans ce domaine se poursuivent désormais en R&D et avec des modèles de soufflerie. Ilya Tarasenko, le directeur général de la société MiG, ainsi que le chef de la société Sukhoi, ont déclaré dans une interview en juillet 2020 que le PAK DP sera créé sur la base de la conception du MiG-31 ou du Su-57.
Conçu comme un intercepteur, le PAK DP devrait, selon Izvestia, être capable d'intercepter des missiles hypersoniques grâce au système multifonctionnel de missiles intercepteurs à longue portée (MPKR DP). Ces missiles intercepteurs disposent de plusieurs sous-missiles afin d'augmenter les chances d'intercepter des armes hypersoniques. Le PAK DP est également destiné à embarquer des missiles anti-satellites.
En janvier 2021, Rostec Corporation, le propriétaire de Mikoyan, a précisé que « le développement de la prochaine génération de chasseurs intercepteurs a déjà commencé » et par conséquent que le PAK DP était en phase de développement,.

## Spécifications
En 2017, le directeur général de RSK MiG, Ilya Tarasenko, annonçait que le futur intercepteur devrait être capable d'atteindre  Mach 4 à 4,3, équipé d'un laser anti-missile, et capable d'évoluer à très hautes altitudes voire dans l'espace proche. Il a également déclaré qu'il pourrait être transformé en une version sans pilote plus tard. S'il était acheté par l'armée de l'air russe, il a déclaré que la première production de PAK DP serait achevée en 2025.
L'avion pourrait avoir une vitesse de croisière d'au moins Mach 3 (3675 km/h) et voler à haute altitude (à des niveaux compris entre la stratopause et la tropopause, c'est-à-dire entre 12 000 et 45 000 mètres) pour couvrir la plus grande partie du très vaste territoire de la Russie dans les plus brefs délais. Il pourrait utiliser une variante des moteurs Izdeliye 30 actuellement en développement pour le Su-57,. Il a été dit que le PAK DP utiliserait une technologie furtive.